# Тули
Тули (пол. Tuły) — село в Польщі, у гміні Лясовиці-Великі Ключборського повіту Опольського воєводства.
Населення — 255 осіб (2011).

## Демографія
Демографічна структура станом на 31 березня 2011 року:
|          | Загалом | Допрацездатний вік | Працездатний вік | Постпрацездатний вік |
| -------- | ------- | ------------------ | ---------------- | -------------------- |
| Чоловіки | 123     | 20                 | 84               | 19                   |
| Жінки    | 132     | 26                 | 72               | 34                   |
| Разом    | 255     | 46                 | 156              | 53                   |